# Cynosurus
Cynosurus L., 1754 è un genere di piante angiosperme monocotiledoni appartenente alla famiglia delle Poacee (o Gramineae, nom. cons.). È l'unico genere della sottotribù Cynosurinae Fr., 1835.

## Etimologia
Il nome del genere deriva da due parole greche: kyon (= cane) e oura (= coda) e fa riferimento alla forma della pannocchia della specie Cynosurus cristata.
Il nome scientifico del genere è stato definito da Linneo (1707 – 1778), biologo svedese considerato il padre della moderna classificazione scientifica degli organismi viventi, nella pubblicazione "Species Plantarum" (Sp. Pl. 1: 72 - 1754) del 1754. Il nome scientifico della sottotribù è stato definito dal micologo e botanico svedese Elias Magnus Fries (Femsjö, 15 agosto 1794 – Uppsala, 8 febbraio 1878) nella pubblicazione "Corpus Florarum Provincialium Sueciae. I. Floram Scanicam" (Fl. Scan.: 204. - 1835) del 1835.

## Descrizione

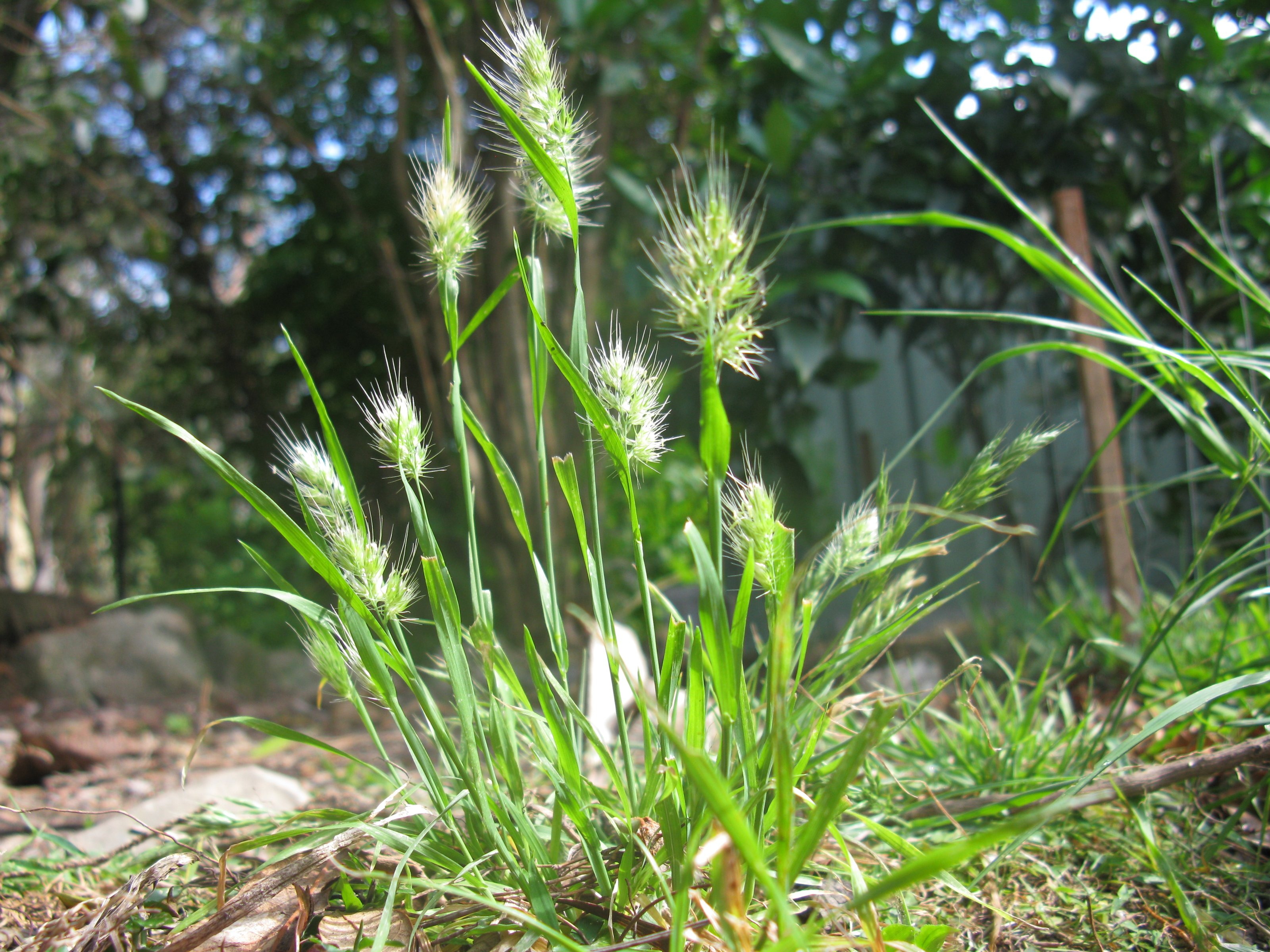
Il portamento
Cynosurus echinatus

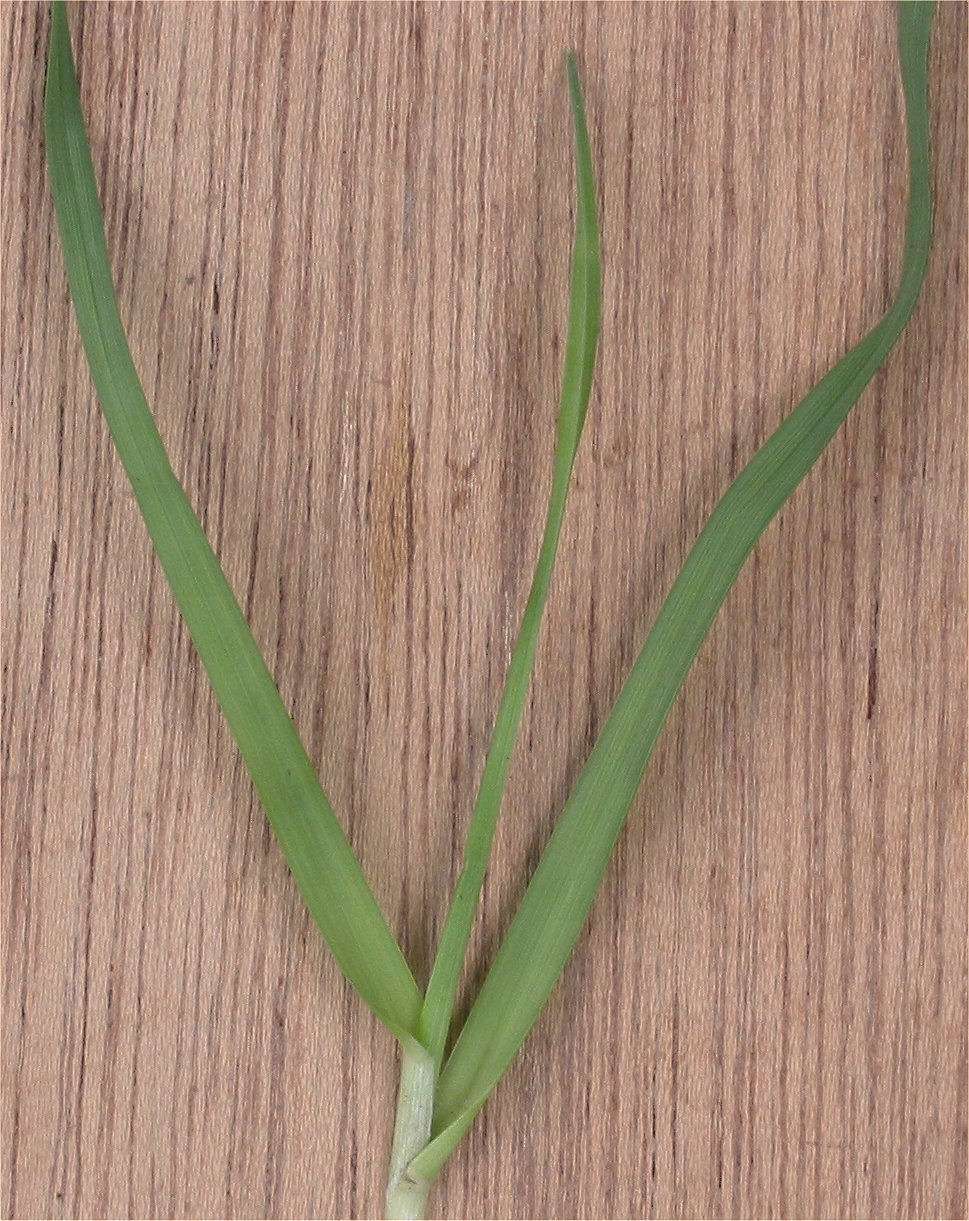
Le foglie
Cynosurus cristatus

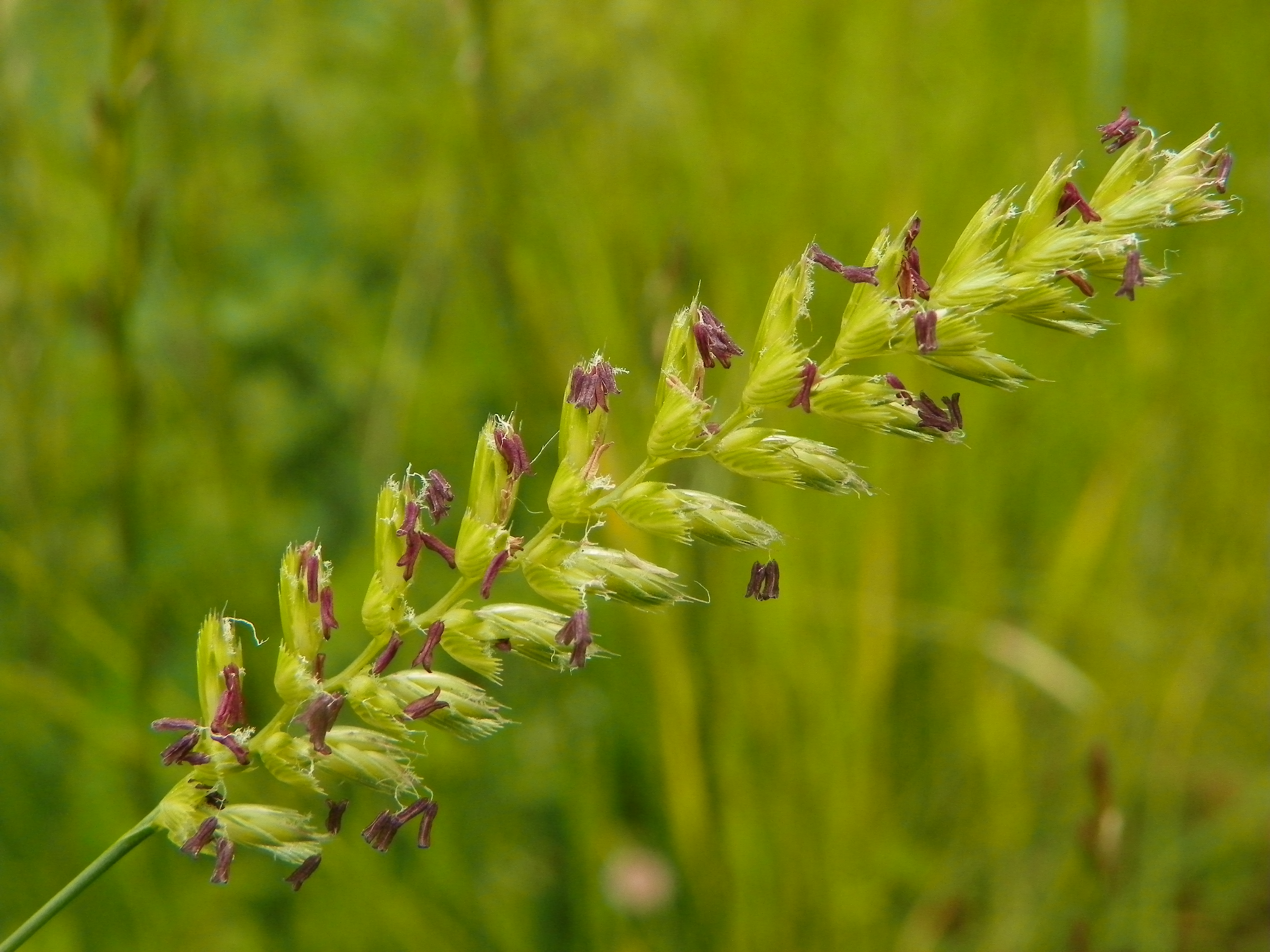
Infiorescenza
Cynosurus cristatus

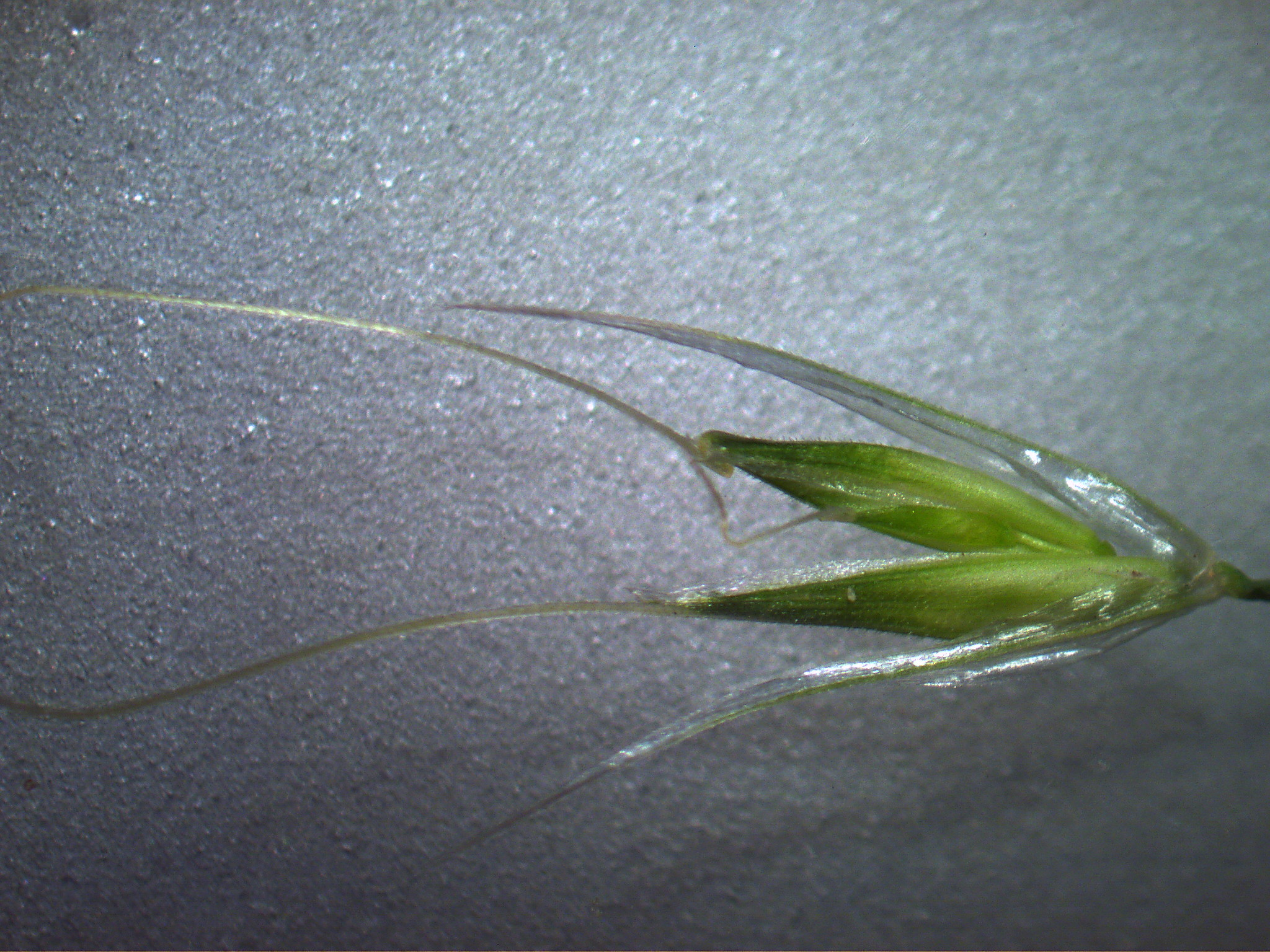
I fiori
Cynosurus echinatus

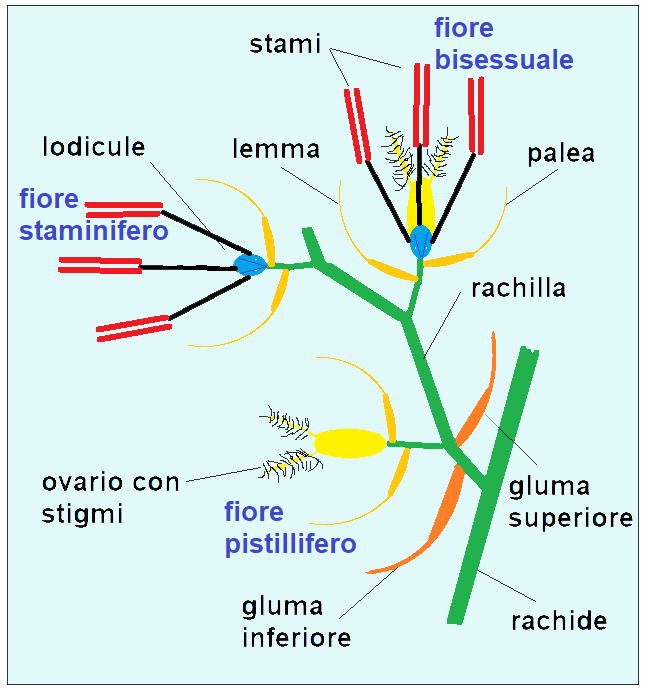
Spighetta generica con tre fiori diversi

### Portamento
Il portamento delle specie di questo gruppo in genere è cespuglioso (o rizomatoso) con forme biologiche tipo terofita scaposa (T scap), ossia in generale sono piante erbacee che differiscono dalle altre forme biologiche poiché, essendo annuali, superano la stagione avversa sotto forma di seme e sono munite di asse fiorale eretto e spesso privo di foglie. Ma sono presenti anche altre forme biologiche come emicriptofita cespitosa (H caesp) e cicli biologici annuali o perenni. I culmi sono cavi a sezione più o meno rotonda. In queste piante non sono presenti i micropeli.

### Foglie
Le foglie lungo il culmo sono disposte in modo alterno, sono distiche e si originano dai vari nodi. Sono composte da una guaina, una ligula e una lamina. Le venature sono parallelinervie. Non sono presenti i pseudopiccioli e, nell'epidermide delle foglie, le papille.
- Guaina: la guaina è abbracciante il fusto e in genere è priva di auricole.
- Ligula: la ligula è membranosa e a volte cigliata.
- Lamina: la lamina ha delle forme generalmente lineari e piatte.

### Infiorescenza
- Infiorescenza principale (sinfiorescenza o semplicemente spiga): le infiorescenze, ascellari e terminali, sono ramificate oppure no e sono formate da alcune spighette (dimorfiche) accoppiate ed hanno la forma di una pannocchia condensata e stretta o appuntita. La fillotassi dell'inflorescenza inizialmente è a due livelli, anche se le successive ramificazioni la fa apparire a spirale.
- Infiorescenza secondaria (o spighetta): le spighette, compresse lateralmente, sottese da due brattee distiche e strettamente sovrapposte chiamate glume (inferiore e superiore), sono formate da uno o più fiori. Possono essere presenti dei fiori sterili; in questo caso sono in posizione distale rispetto a quelli fertili. Alla base di ogni fiore sono presenti due brattee: la palea e il lemma. La disarticolazione avviene con la rottura della rachilla sopra le glume. Di ogni coppia la spighetta prossimale è composta da un gruppo di lemmi sterili, generalmente posizionati abassialmente e oscuranti la spighetta distale fertile. Inoltre la spighetta prossimale sterile è formata da 6 - 18 fiori con glume e lemmi stretti; la spighetta distale fertile è formata da 1 - 5 fiori. L'estensione della rachilla è presente ed è glabra.
- Glume: le glume, subuguali, con forme strette e sottili e con apici acuti, in genere sono più corte dei fiori.
- Palea: la palea è un profillo con due venature; può essere cigliata.
- Lemma: il lemma, coriaceo, arrotondato sul dorso con apice intero o bidentato; a volte pubescente; le venature sono 5.

### Fiori
I fiori fertili sono attinomorfi formati da 3 verticilli: perianzio ridotto, androceo e gineceo.
- Formula fiorale:[7]

*, P 2, A (1-)3(-6), G (2–3) supero, cariosside.
- Il perianzio è ridotto e formato da due lodicule, delle squame traslucide, poco visibili (forse relitto di un verticillo di 3 sepali). Le lodicule sono membranose e non vascolarizzate.
- L'androceo è composto da 3 stami ognuno con un breve filamento libero, una antera sagittata e due teche. Le antere sono basifisse con deiscenza laterale. Il polline è monoporato.
- Il gineceo è composto da 3-(2) carpelli connati formanti un ovario supero. L'ovario, glabro, ha un solo loculo con un solo ovulo subapicale (o quasi basale). L'ovulo è anfitropo e semianatropo e tenuinucellato o crassinucellato. Lo stilo, breve, è unico con due stigmi papillosi e distinti.

### Frutti
I frutti sono del tipo cariosside, ossia sono dei piccoli chicchi indeiscenti, con forme ovoidali, nei quali il pericarpo è formato da una sottile parete che circonda il singolo seme. In particolare il pericarpo è fuso al seme ed è aderente. L'endocarpo non è indurito e l'ilo è puntiforme. L'embrione è piccolo e provvisto di epiblasto ha un solo cotiledone altamente modificato (scutello senza fessura) in posizione laterale. I margini embrionali della foglia non si sovrappongono.

## Biologia
Come gran parte delle Poaceae, le specie di questo genere si riproducono per impollinazione anemogama. Gli stigmi più o meno piumosi sono una caratteristica importante per catturare meglio il polline aereo. La dispersione dei semi avviene inizialmente a opera del vento (dispersione anemocora) e una volta giunti a terra grazie all'azione di insetti come le formiche (mirmecoria).

## Distribuzione e habitat
La distribuzione delle specie di questo genere è mediterranea (soprattutto europea). Una specie (C. cristatus) è stata introdotta in Cina.

### Specie della zona alpina
Delle 4 specie spontanee della flora italiana solo 2 vivono sull'arco alpino. La tabella seguente mette in evidenza alcuni dati relativi all'habitat, al substrato e alla distribuzione delle specie alpine.
| Specie | Comunità vegetali | Piani vegetazionali         | Substrato  | pH     | Livello trofico | H2O   | Ambiente       | Zona alpina            |
| --- | ----------------- | --------------------------- | ---------- | ------ | --------------- | ----- | -------------- | ---------------------- |
| C. cristatus | 11                | subalpino montano collinare | Ca - Si    | basico | medio           | medio | B8 F3          | tutto l'arco alpino    |
| C. echinatus | 4                 | montano collinare           | Ca/Si - Si | basico | medio           | arido | B1 B2 B7 F1 G3 | Occidentale e Centrale |
| Legenda e note alla tabella. Substrato: con “Ca/Si” si intendono rocce di carattere intermedio (calcari silicei e simili). Zona alpina: vengono prese in considerazione solo le zone alpine del territorio italiano (sono indicate le sigle delle province). Comunità vegetali: 4 = comunità pioniere a terofite e succulente; 11 = comunità delle macro- e megaforbie terrestri. Ambienti: B1 = campi, colture e incolti; B2 = ambienti ruderali, scarpate; B7 = parchi, giardini, terreni sportivi; B8 = frutteti e piantagioni di castagni; F1 = praterie rase xerofile mediterranee; F3 = prati e pascoli mesofili e igrofili; G3 = macchie basse. |                   |                             |            |        |                 |       |                |                        |

## Tassonomia
La famiglia delle Poacee comprende circa 800 generi e oltre 9.000 specie. È una delle famiglie più numerose e più importanti del gruppo delle monocotiledoni. La famiglia è suddivisa in 12 sottofamiglie, la sottotribù Cynosurinae fa parte della sottofamiglia Pooideae, tribù Poeae.

### Specie
Il genere Cynosurus comprende le seguenti specie:
- Cynosurus balansae Coss. & Durieu
- Cynosurus coloratus Lehm. ex Steud.
- Cynosurus cristatus L.
- Cynosurus echinatus L.
- Cynosurus effusus Link
- Cynosurus elegans Desf.
- Cynosurus fertilis Lens ex Loisel.
- Cynosurus junceus Murb.
- Cynosurus peltieri Maire
- Cynosurus polybracteatus Poir.

### Chiavi analitiche
Per meglio comprendere ed individuare le varie specie del genere (solamente per le specie spontanee della flora italiana) l’elenco seguente utilizza in parte il sistema delle chiavi analitiche (vengono cioè indicate solamente quelle caratteristiche utili a distingue una specie dall'altra).
- Gruppo 1A: l'infiorescenza è stretta, lineare e indivisa; le spighette sono disposte regolarmente a pettine e non sono aristate;
  - Gruppo 2A: il ciclo biologico è perenne;

Cynosurus cristatus L. - Covetta dei prati: l'altezza di questa pianta varia da 2 a 6 dm; il ciclo biologico è perenne; la forma biologica è emicriptofita cespitosa (H caesp); il tipo corologico è Europeo-Caucasico; gli habitat tipici sono i prati falciati e concimati; in Italia è una specie comune e si trova ovunque fino ad una altitudine di 2.000 m s.l.m..
- - Gruppo 2B: il ciclo biologico è annuo;

Cynosurus polybracteatus Poir. - Covetta occidentale: l'altezza di questa pianta varia da 2 a 8 dm; il ciclo biologico è annuo; la forma biologica è terofita scaposa (T scap); il tipo corologico è Steno-Mediterraneo Occidentale; gli habitat tipici sono i campi e le radure; in Italia è una specie rara e si trova solamente al Centro (e in Sardegna) fino ad una altitudine di 600 m s.l.m..
- Gruppo 1B: l'infiorescenza è larga, con forme ovali-globose e ramose; le spighette sono lungamente aristate;
  - Gruppo 3A: la lamina delle foglie è larga 3 – 9 mm;

Cynosurus echinatus L. - Covetta comune: l'altezza di questa pianta varia da 2 a 6 dm; il ciclo biologico è perenne; la forma biologica è terofita scaposa (T scap); il tipo corologico è Euri-Mediterraneo; gli habitat tipici sono i pascoli aridi, le radure e le macchie; in Italia è una specie comune e si trova su tutto il territorio fino ad una altitudine di 2.000 m s.l.m..
- - Gruppo 3B: la lamina delle foglie è larga 1 – 3 mm;

Cynosurus elegans Desf. - Covetta leggera: l'altezza di questa pianta varia da 1 a 6 dm; il ciclo biologico è perenne; la forma biologica è terofita scaposa (T scap); il tipo corologico è Steno-Mediterraneo; gli habitat tipici sono le radure, le macchie e gli incolti aridi; in Italia è una specie comune e si trova al Centro e al Sud (isole incluse) fino ad una altitudine di 1.000 m s.l.m..
Note: la pubblicazione "An annotated checklist of the Italian Vascular Flora", del 2005, non elenca la specie Cynosurus polybracteatus in quanto sinonimo di C. cristatus, mentre al posto della specie C. elegans descrive la specie C. effusus Link, considerata sinonimo da altre checklist.

### Filogenesi
La tribù Poeae (formata da diverse sottotribù suddivise in alcune supersottotribù) è l'ultimo nodo della sottofamiglia Pooideae ad essersi evoluto (gli altri precedenti sono la tribù Brachyelytreae, e le supertribù Nardodae, Melicodae, Stipodae e Triticodae).
La sottotribù Cynosurinae appartiene al gruppo con le sequenze dei plastidi di tipo "Poeae" (definito "Poeae chloroplast groups 2 ") ed è circoscritta nella supersottotribù Loliodinae Soreng, 2017 comprendente anche le sottotribù Loliinae, Ammochloinae, Dactylidinae e Parapholiinae. All'interno della supersottotribù la sottotribù di questa voce forma un "gruppo fratello" con la sottotribù Parapholiinae. Insieme costituiscono un clade denominato "CP" definito in base alle analisi del DNA dei plastidi. Ulteriori studi sono necessari per avere informazioni più dettagliate e precise.
Le seguenti sinapomorfie sono relative a tutta la sottofamiglia (Pooideae):
- la fillotassi dell'inflorescenza inizialmente è a due livelli;
- le spighette sono compresse lateralmente;
- i margini embrionali della foglia non si sovrappongono;
- l'embrione è privo della fessura scutellare.

Le sinapomorfie relative alla tribù Poeae sono:
- l'ilo è puntiforme;
- dei lipidi (grassi) sono presenti nell'endosperma;
- le lodicule sono prive di ciglia;
- l'ovario è glabro.

Per la sottotribù Cynosurinae sono descritte le seguenti sinapomorfie: le infiorescenze possono non essere ramificate; le spighette sono accoppiate e quella prossimale è composta da un gruppo di lemmi sterili, generalmente posizionati abassialmente e oscuranti la spighetta distale fertile.
Il numero cromosomico delle specie di questo gruppo è: 2n = 14.